# Harvey Esajas
Harvey Delano Esajas (Amsterdam, 13 juni 1974) is een Surinaams-Nederlands voormalig profvoetballer. Esajas speelde onder andere eerder bij Feyenoord en AC Milan.

## Biografie

### Carrière
Esajas doorliep de jeugdopleidingen van Ajax en RSC Anderlecht, maar kwam uiteindelijk terecht bij Feyenoord. In de voorbereiding van het seizoen 1993/1994 speelde Feyenoord een oefenwedstrijd tegen het Helders voetbalelftal. Tijdens dit duel sloeg Esajas een amateurspeler een gebroken kaak. Esajas werd hier niet voor gestraft, maar haalde met de "Helderse affaire" wel de landelijke media.
In het seizoen 1993/1994 debuteerde Esajas in de klassieker tegen Ajax, en scoorde hij meteen een doelpunt. Ondanks deze flitsende start, brak hij uiteindelijk niet door bij de Rotterdammers en speelde hij een periode geen betaald voetbal. In 1996 vertrok hij naar FC Groningen, waar hij 9 wedstrijden in actie kwam. Na zijn 7 wedstrijden die hij in het seizoen 1998/1999 bij Dordrecht'90 speelde, verdween hij opnieuw uit beeld.
Esajas ging naar Spanje waar hij in de Segunda Division B voor CD Móstoles speelde. In Madrid ging hij in een restaurant werken en via Clarence Seedorf kon hij bij Real Madrid Castilla mee trainen. Hierna speelde hij voor Zamora CF. Hij had in Zamora kort een discotheek en had ook een antiekzaak. Nadat verdere stages bij AC Fiorentina en Torino FC op niets waren uitgelopen, besloot Esajas een punt achter zijn carrière te zetten. Daarna werkte hij als tentenbouwer bij een rondtrekkend circus in Spanje.

### Comeback
Na enkele jaren niets te hebben gedaan op voetbalgebied, kwam Harvey Esajas, dankzij zijn vriend Clarence Seedorf, vanuit het niets bij de Italiaanse topclub AC Milan terecht. Hier trainde hij enkele keren mee en kreeg vervolgens een contract aangeboden. Met behulp van de bekende en grootse medische staf van AC Milan slaagt Esajas er intussen in om in drie maanden tijd 30 kilogram kwijt te raken en klaar te worden gestoomd tot volwaardige AC Milan-speler. In januari 2005 werd hij beloond voor zijn harde werk en inzet en maakte hij zijn debuut voor de Rossoneri door 6 minuten voor tijd in te vallen voor Massimo Ambrosini tijdens de bekerwedstrijd tegen Palermo. Omdat hij in Milaan geen speelminuten kreeg, maakte hij de overstap naar AC Legnano. Hij speelde daarna nog een tijd bij Calcio Lecco 1912, voordat hij zijn carrière voor de tweede maal beëindigde.
Drie jaar na het beëindigen van zijn carrière traint Esajas sinds het seizoen 2007/2008 bij SC Buitenveldert, een Amsterdamse amateurclub. Esajas trainde bij SC Buitenveldert de eerste 2 jaar de B1 die 1e klasse speelde in het district west 1. In het 2e jaar werd Esajas kampioen met deze ploeg en promoveerde naar de hoofdklasse. Esajas is trainer van het 1e elftal van SC Buitenveldert. Ook is hij actief voor de Johan Cruyff Foundation en heeft hij een stichting die probleemjongeren moet helpen.

## Erelijst
- KNVB beker: 1994 (Feyenoord)
- Finalist Champions League: 2005 (AC Milan)